# Florea Dumitrescu
Florea Dumitrescu (* 4. April 1927 in Necșești, Kreis Teleorman; † 16. April 2018) war ein rumänischer Politiker der Rumänischen Kommunistischen Partei PCR (Partidul Comunist Român), der unter anderem zwischen 1969 und 1978 Finanzminister, von 1978 bis 1983 Botschafter in der Volksrepublik China und Birma sowie zwischen 1984 und 1989 Gouverneur der Rumänischen Nationalbank (BNR) war.

## Leben

### Studium, Mitarbeiter der Nationalbank und des ZK
Dumitrescu besuchte zwischen 1939 und 1942 das Handelsgymnasium in Roșiorii de Vede sowie anschließend von 1943 bis 1946 die Handelsschule in Turnu Măgurele. Danach begann er 1946 ein Studium an der Fakultät für Finanz- und Kreditwesen der 1913 gegründeten Wirtschaftsakademie Bukarest (Academia de Studii Economice din București). Neben seinem Studium arbeitete er von 1946 bis 1947 in der Personalabteilung der staatlichen Eisenbahngesellschaft Căile Ferate Române (CFR) und engagierte sich zwischen 1946 und 1949 aktiv in der Studentenorganisation UNSR (Uniunea Națională a Studenților din România) sowie im Kommunistischen Jugendverband UTC (Uniunea Tineretului Comunist). Nachdem er 1949 sein Studium mit einem Doktorat der Wirtschaftswissenschaften abgeschlossen hatte, wurde er Ökonom bei der Staatsbank und war zunächst in deren Filiale in Cugir tätig, ehe er zwischen 1949 und 1952 Abteilungsleiter in deren Filiale in Deva war. Zugleich war er von 1949 bis 1951 Sekretär der dortigen Grundorganisation des damaligen Jugendverbandes UTM (Uniunea Tineretului Muncitor ).
1951 wechselte Dumitrescu zur Rumänischen Nationalbank BNR (Banca Națională a României) und war dort zunächst Inspektor, 1953 Leitender Inspektor, später Chef vom Dienst sowie im Januar 1961 stellvertretender Leiter der Planungsabteilung, ehe er zwischen Januar 1962 und Dezember 1965 Leiter der Abteilung für Landwirtschaftskredite der BNR war. Im Juni 1962 wurde er Mitglied der Rumänischen Kommunistischen Partei PCR (Partidul Comunist Român) und engagierte sich zunächst in einem Distrikt von Bukarest als Propagandist. Im Dezember 1965 schied er aus dem Dienst der Nationalbank und wechselte in die ZK-Abteilung für Wirtschaftsplanung. Dort war er anfangs bis zum 25. Februar 1966 Instrukteur, daraufhin Kabinettschef und vom 23. Juli 1966 bis zum 22. Mai 1967 Leiter der Sektion Finanzen, Banken, Versicherungen, Preise und Schlichtung, ehe er zwischen dem 22. Mai 1967 und dem 15. Januar 1968 als stellvertretender Leiter dieser ZK-Abteilung fungierte.
Daraufhin wurde Dumitrescu am 15. Januar 1968 zunächst Mitglied und war danach zwischen dem 8. April 1968 und dem 19. August 1969 Vizepräsident des Wirtschaftsrates des ZK der PCR. Daneben unterrichtete er von 1968 bis zum 19. August 1969 auch als Lektor an der Fakultät für Statistik der Wirtschaftsakademie Bukarest. 1969 wurde er außerdem Mitglied der Großen Nationalversammlung (Marea Adunare Națională) und gehörte dieser bis 1980 sowie erneut zwischen 1985 und 1989 an. Zu Beginn seiner Mitgliedschaft in der Großen Nationalversammlung wurde er am 13. März 1969 Sekretär des Ausschusses für Wirtschaft und Finanzen.

### Finanzminister, Botschafter in China und Burma sowie Gouverneur der Nationalbank
Am 12. August 1969 wurde er Kandidat des ZK der PCR und wurde am 19. August 1969 als Nachfolger von Virgil Pârvu Finanzminister (Ministru de finanțe) im fünften Kabinett von Ministerpräsident Ion Gheorghe Maurer. Diesen Ministerposten bekleidete er bis zum 7. März 1978 und wurde dann durch Paul Niculescu-Mizil abgelöst. Am 21. Juli 1972 wurde er Mitglied des ZK der PCR und gehörte diesem bis XIV. Parteitag am 24. November 1989 an. Daneben wurde er im Mai 1973 Präsident des Rates für Banken und Finanzen sowie Mitglied des Rates des Obersten Rechnungshofes. Im November 1973 wurde er ferner Mitglied des Obersten Rates für wirtschaftliche und soziale Entwicklung und auch Mitglied des Ständigen Büros des Ministerrates sowie am 14. Mai 1975 schließlich auch Mitglied des Exekutivbüros des Ministerrates.
Nach seinem Ausscheiden aus dem Ministerrat übernahm Dumitrescu am 6. Juli 1978 den Posten als Botschafter in der Volksrepublik China und verblieb bis zum 15. April 1983 auf diesem Posten. Zugleich war er zwischen dem 7. Mai 1979 und dem 9. März 1983 als Botschafter in Birma akkreditiert. Nach seiner Rückkehr fungierte er zwischen dem 3. Mai 1983 und dem 17. März 1984 als Staatssekretär im Staatspräsidium und als Sekretär des Generalsekretärs der PCR, Nicolae Ceaușescu. Daneben wurde er am 22. Dezember 1983 Mitglied des Zentralrats für die Arbeitskontrolle der wirtschaftlichen und sozialen Aktivitäten.
Als Nachfolger von Vasile Răuță wurde Dumitrescu am 17. März 1984 Gouverneur der Rumänischen Nationalbank und bekleidete diesen Posten bis zum 17. März 1989, woraufhin Decebal Urdea am 31. März 1989 sein Nachfolger wurde. Am 5. April 1989 wurde er Vizepräsident der Spar- und Überweisungskasse CEC (Casa de Economii și Consemnațiuni).

## Ehrungen und Auszeichnungen
Für seine Verdienste wurde Dumitrescu mehrfach ausgezeichnet und erhielt unter anderem den Ordinul Muncii (Orden der Arbeit) Dritter Klasse (1963) sowie den Ordinul Steaua Republicii Socialiste România (Stern der Sozialistischen Republik Rumänien) Zweiter Klasse (1971).